# Calle Mayor (film)
Calle Mayor è un film del 1956 diretto da Juan Antonio Bardem.

## Trama
In una piccola cittadina della Castiglia, un gruppo d'amici decide di fare una scommessa: Juan, uno di loro, dovrà far credere di volere sposare la zitella ufficiale del paese, Isabel. La donna s'illude della sincerità di Juan, ma a un certo punto quest'ultimo comincia a credere che lo scherzo si sia spinto troppo in là.

## Riconoscimenti
- Premio FIPRESCI al Festival di Venezia 1956